# HDAC6
HDAC6（histone deacetylase 6）は、ヒトではHDAC6遺伝子にコードされる酵素である。HDAC6の選択的阻害は、いくつかの種類のがんや神経変性疾患に対する治療として有望な戦略の1つとなっている。

## 機能
ヒストンは転写調節、細胞周期の進行、発生上のイベントに重要な役割を果たしている。ヒストンのアセチル化/脱アセチル化はクロマチン構造を変化させ、転写に影響を及ぼす。HDAC6はヒストンデアセチラーゼ/acuc/aphaファミリーのクラスIIに属する。HDAC6には遺伝子内重複によって生じた2つの触媒ドメインが存在し、両者は互いに独立に機能しているようである。このタンパク質はヒストンデアセチラーゼ活性を有し、転写を抑制する。
一方でHDAC6は主に細胞質に位置し、α-チューブリンの脱アセチル化を触媒して細胞の運動性を高める。結果として、この酵素によってがん細胞の転移能は高まる。また、HDAC6はTAK1のT178のアセチル化を除去してリン酸化を促進し、結腸がんにおけるマクロファージのM2極性化を高める。
HDAC6はストレス顆粒の形成に必要であり、HDAC6の薬理学的阻害や遺伝的除去によってストレス顆粒の形成は起こらなくなる。また、ユビキチン化タンパク質に高い親和性で結合し、ストレス顆粒へのリクルートに関与していると考えられている。
その他、HDAC6はレプチン感受性にも関与している。

## 臨床的意義
HDAC6遺伝子の変異はアルツハイマー病と関連している。
HDAC6の過剰発現は、腫瘍形成や細胞生存と相関している。また、HDAC6はがん細胞の転移を促進する。
いくつかのがんや神経変性疾患ではHDAC6の調節不全が生じているため、この酵素特異的な薬理学的阻害は治療法としての高い可能性を有しており、また複数のHDACを標的とする汎HDAC阻害剤と関係した副作用を抑えられる可能性がある。しかしながら、一部のHDAC6阻害剤がin vitroやin vivoで抗腫瘍活性を示すのは高濃度で投与された場合のみであり、こうした条件ではオフターゲット効果も生じているため、がん治療戦略としてのHDAC6選択的阻害の妥当性には議論がある。HDAC6選択的阻害剤の抗がん効果を明確に示すためにはさらなる研究が必要とされている。

## 相互作用
HDAC6はHDAC11やZBTB16と相互作用することが示されている。また、ストレス顆粒タンパク質G3BP1とも相互作用する。

## 関連文献
- “What's up and down with histone deacetylation and transcription?”. Cell 89 (3):  325–328. (May 1997). doi:10.1016/S0092-8674(00)80211-1. PMID 9150131.
- “Transcriptional control. Sinful repression”. Nature 387 (6628):  16–17. (May 1997). doi:10.1038/387016a0. PMID 9139815.
- “BCoR, a novel corepressor involved in BCL-6 repression”. Genes & Development 14 (14):  1810–1823. (July 2000). doi:10.1101/gad.14.14.1810. PMC 316791. PMID 10898795.
- “Assignment of the human histone deacetylase 6 gene (HDAC6) to X chromosome p11.23 by in situ hybridization”. Cytogenetics and Cell Genetics 93 (1–2):  135–136. (2001). doi:10.1159/000056967. PMID 11474198.
- “Isolation and characterization of mammalian HDAC10, a novel histone deacetylase”. The Journal of Biological Chemistry 277 (1):  187–193. (January 2002). doi:10.1074/jbc.M108931200. PMID 11677242.
- “Identification of components of the murine histone deacetylase 6 complex: link between acetylation and ubiquitination signaling pathways”. Molecular and Cellular Biology 21 (23):  8035–8044. (December 2001). doi:10.1128/MCB.21.23.8035-8044.2001. PMC 99970. PMID 11689694.
- “Identification of HDAC10, a novel class II human histone deacetylase containing a leucine-rich domain”. Nucleic Acids Research 30 (5):  1114–1123. (March 2002). doi:10.1093/nar/30.5.1114. PMC 101247. PMID 11861901.
- “Cloning and functional characterization of HDAC11, a novel member of the human histone deacetylase family”. The Journal of Biological Chemistry 277 (28):  25748–25755. (July 2002). doi:10.1074/jbc.M111871200. PMID 11948178.
- “HDAC6 is a microtubule-associated deacetylase”. Nature 417 (6887):  455–458. (May 2002). Bibcode: 2002Natur.417..455H. doi:10.1038/417455a. PMID 12024216.
- “The SUMO E3 ligase RanBP2 promotes modification of the HDAC4 deacetylase”. The EMBO Journal 21 (11):  2682–2691. (June 2002). doi:10.1093/emboj/21.11.2682. PMC 125385. PMID 12032081.
- “Histone deacetylase 6 binds polyubiquitin through its zinc finger (PAZ domain) and copurifies with deubiquitinating enzymes”. Proceedings of the National Academy of Sciences of the United States of America 99 (21):  13425–13430. (October 2002). Bibcode: 2002PNAS...9913425H. doi:10.1073/pnas.172511699. PMC 129689. PMID 12354939.
- “Runx2 (Cbfa1, AML-3) interacts with histone deacetylase 6 and represses the p21(CIP1/WAF1) promoter”. Molecular and Cellular Biology 22 (22):  7982–7992. (November 2002). doi:10.1128/MCB.22.22.7982-7992.2002. PMC 134736. PMID 12391164.
- “The human Sir2 ortholog, SIRT2, is an NAD+-dependent tubulin deacetylase”. Molecular Cell 11 (2):  437–444. (February 2003). doi:10.1016/S1097-2765(03)00038-8. PMID 12620231.
- “Cloning and structural characterization of the human histone deacetylase 6 gene”. International Journal of Molecular Medicine 12 (1):  87–93. (July 2003). doi:10.3892/ijmm.12.1.87. PMID 12792815.
- “Deactylase inhibitors disrupt cellular complexes containing protein phosphatases and deacetylases”. The Journal of Biological Chemistry 279 (9):  7685–7691. (February 2004). doi:10.1074/jbc.M310997200. PMID 14670976.
- “HDAC6 at the intersection of autophagy, the ubiquitin-proteasome system and neurodegeneration”. Autophagy 3 (6):  643–645. (Nov–Dec 2007). doi:10.4161/auto.5050. PMID 17912024.
- “HDAC6 rescues neurodegeneration and provides an essential link between autophagy and the UPS”. Nature 447 (7146):  859–863. (June 2007). Bibcode: 2007Natur.447..860P. doi:10.1038/nature05853. PMID 17568747.